# Рєпніков Микола Іванович
Микола Іванович Репніков (*9 квітня 1882 р., Санкт-Петербург — 1940 р., Ленінград) — російський і радянський археолог. Співробітник Етнографічного відділу Російського музею та Інституту археології РАН.

## Біографія
Народився Микола Іванович 9 квітня 1882 року в Санкт-Петербурзі, у селянській родині, закінчив в 1900 році комерційне училище, потім вступив на Історико-філологічний факультет Петербурзького університету. Ще під час навчання, з 1902 року, співпрацював з Археологічною комісією та Російського археологічного товариства. У 1903 році провів перші дослідження в Старій Ладозі, в 1907 році першим описав Скельскі менгири. Закінчивши в 1909 році університет, в 1910 році вступив на службу в Етнографічний відділ Російського музею, де працював на посаді хранителя археологічної колекції музею в чині колезького реєстратора.
До 1913 року, кожен сезон, Репніков проводив в експедиціях у Новгороді — проводив розкопки на Земляному городищі Старої Ладоги — один із перших дослідів систематичних розкопок давньоруського міста великої площі. Крім того, він наніс на карту дерев'яні хрести околиць Старої Ладоги, скопіював фрески Гостінопольскої церкви XV століття, зібрав унікальний фотоматеріал, присвячений парафіяльним церкві і каплиці Новоладозького і Лодейнопольского повітів.
Після початку Першої світової війни польові роботи були припинені, а в 1914 році Репніков пішов з Російського музею.
Після Жовтневого перевороту 1917 року вчений працював в РАН, наприкінці 1920-х років приступив до досліджень південно-західного Криму. У 1928 році зробив перші археологічні розкопки в Ескі-Кермені, присвятивши вивченню печерного міста 1930-і роки. Проводив вивчення інших пам'яток краю. Фактично, Репніков заклав основи майбутньої археології південно-західного Криму. Будучи «польовиком», Репніков не залишив і не видав жодної наукової праці, його спадщина — звіти про археологічні розкопки, що публікувалися в спеціалізованих збірниках. Помер Микола Іванович в 1940 році.

## Праці
- Репников Н. И., Поездка в Старую Ладогу // ЗОРСА. Т. 5. Вып. 2. СПб. (рос.)
- Репников Н. И., Отчет о раскопках Н. И. Репникова в Беженском, Весьегонском и Демянском уездах в 1902 году // ИАК, выпуск 6, СПб., 1904 (рос.)
- Репников Н. И., Некоторые могильники области крымских готов // Изв. императорской археологической комиссии, в. 19, СПб., 1906 (рос.)
- Репников Н. И., Старая Ладога // Сб. Новгородского общества любителей древностей. Т. 7. Новгород. (рос.)
- Репников Н. И., Разведки и раскопки в Тихвинском и Шлиссельбургском у. // ЗОРСА т. XI. Пгр. (рос.)
- Репников Н. И., Жальники Новгородской земли // Известия ГАИМК. Т. IX. Вып. 5. (рос.)
- Репников Н. И. Эски-Кермен в свете археологических разведок 1928-29 гг. // ИГАИМК. — 1932. — Т. 12. — С. 107—152. (рос.)
- Репников Н. И., Остатки укреплений Эски-Кермена // ИГАИМК. — 1932. — Т. 12. — С. 181—212. (рос.)
- Репников Н. И., Подъемная дорога Эски-Кермена//ИГАИМК. — 1935. — Вып. 117. — С. 18-42. (рос.)
- Репников Н. И., Материалы к археологической карте юго-западного нагорья Крыма 1939-40 // АЛОИА, ф. 10, оп. 1, д. 10. (рос.)